# Kim Söderström
Kim Greger Söderström, född 16 maj 1975, är en svensk fackföreningsledare och samhälllsdebattör.

## Biografi
Söderström är bosatt i Falun. Han inledde sitt yrkesliv som betongarbetare och armerare 1992, och har sedan 2006 varit anställd av Svenska byggnadsarbetareförbundet (Byggnads).
Sedan den 19 november 2024 är Kim Söderström förbundsordförande i Byggnads. 
Innan dess var Söderström ordförande för Byggnads GävleDala, en av Byggnads 11 regioner. Som regional fackföreningsordförande har han blivit en offentlig röst, och skrivit ett antal artiklar om de försämrade villkoren på de svenska byggarbetsplatserna.
Söderström blev känd för den bredare allmänheten då han i egenskap av samhällsdebattör och fackföreningsledare fick frågan om att sommarprata i Sveriges radio P1. 
Han sommarpratade i Sveriges Radio P1 den 25 juli 2024.